# Figulus mecynodontus
Figulus mecynodontus es una especie de coleóptero de la familia Lucanidae.

## Distribución geográfica
Habita en las Islas Salomón.